# Seznam měst v Austrálii
Toto je seznam australských měst podle států:

## Teritorium hlavního města
- Canberra (hlavní město)

## Nový Jižní Wales

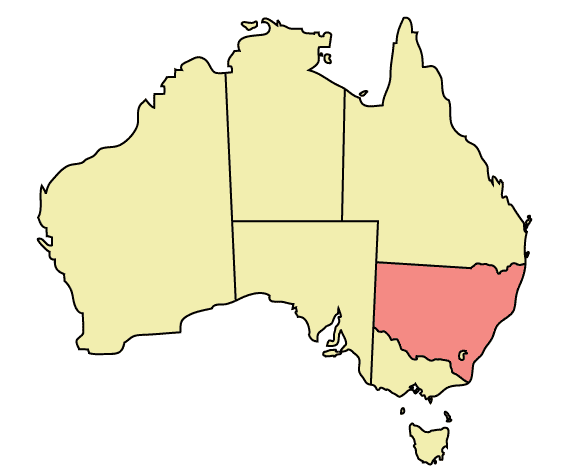
Nový Jižní Wales

- Sydney (hlavní město)
- Albury
- Armidale
- Bathurst
- Broken Hill
- Cessnock
- Coffs Harbour
- Dubbo
- Gosford
- Goulburn
- Grafton
- Griffith
- Lake Macquarie
- Lismore
- Maitland
- Newcastle
- Nowra
- Orange
- Port Macquarie
- Queanbeyan
- Tamworth
- Tweed Heads
- Wagga Wagga
- Wollongong
- Wyong

## Severní Teritorium

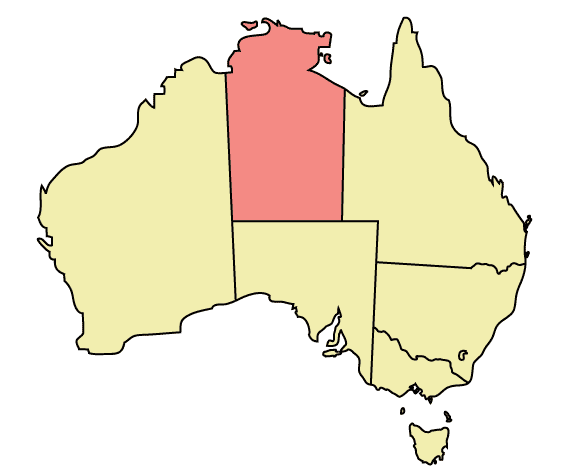
Severní Teritorium

- Darwin (hlavní město)
- Alice Springs
- Katherine
- Jabiru
- Litchfield
- Tennant Creek

## Queensland

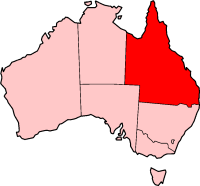
Queensland

- Brisbane (hlavní město)
- Bundaberg
- Cairns
- Charters Towers
- Gladstone
- Gold Coast
- Gympie
- Hervey Bay
- Ipswich
- Logan City
- Mackay
- Maryborough
- Mount Isa
- Maroochydore
- Redcliffe
- Rockhampton
- Thuringowa
- Toowoomba
- Townsville

## Jižní Austrálie

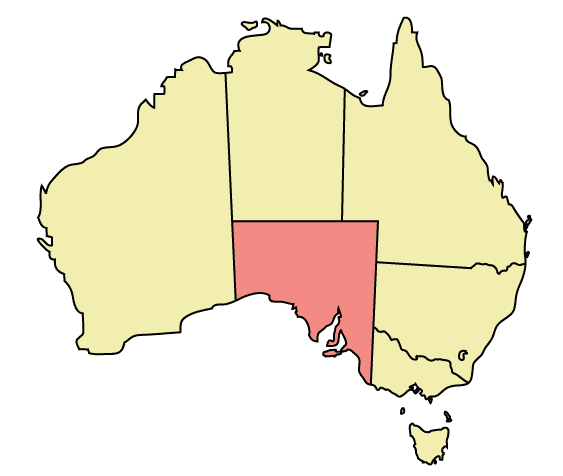
Jižní Austrálie

- Adelaide (hlavní město)
- Mount Gambier
- Murray Bridge
- Port Augusta
- Port Pirie
- Port Lincoln
- Victor Harbor
- Whyalla

## Tasmánie

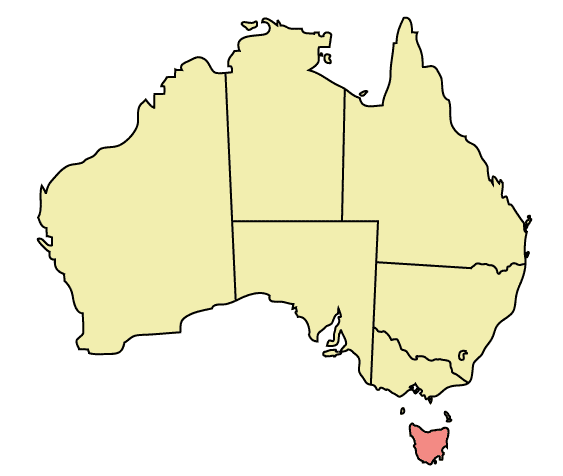
Tasmánie

- Hobart (hlavní město)
- Burnie
- Clarence
- Devonport
- Glenorchy
- Launceston

## Victoria

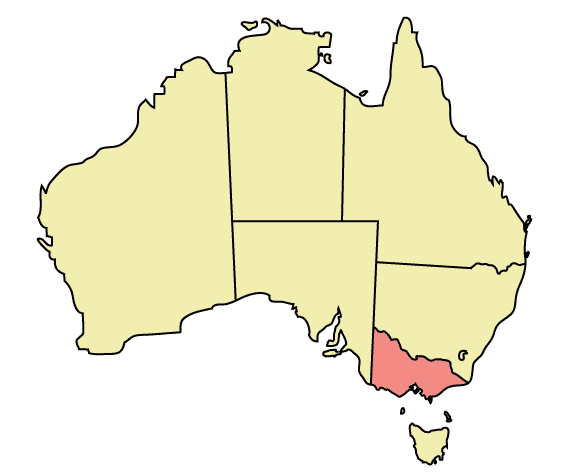
Victoria

- Melbourne (hlavní město)
- Benalla
- Ballarat
- Bendigo
- Geelong
- Latrobe City
- Mildura
- Shepparton
- Swan Hill
- Wangaratta
- Warrnambool
- Wodonga

## Západní Austrálie

Západní Austrálie

- Perth (hlavní město)
- Albany
- Broome
- Bunbury
- Exmouth
- Geraldton
- Fremantle
- Kalgoorlie
- Mandurah
- Port Hedland